# Amenoncourt
Amenoncourt és un municipi francès situat al departament de Meurthe i Mosel·la i a la regió del Gran Est. L'any 2007 tenia 102 habitants.

## Demografia

### Població
El 2007 la població de fet d'Amenoncourt era de 102 persones. Hi havia 32 famílies, de les quals 12 eren unipersonals (4 homes vivint sols i 8 dones vivint soles), 4 parelles sense fills i 16 parelles amb fills.
La població ha evolucionat segons el següent gràfic:
Habitants censats

### Habitatges
El 2007 hi havia 42 habitatges, 37 eren l'habitatge principal de la família, 4 eren segones residències i 1 estava desocupat. 41 eren cases i 1 era un apartament. Dels 37 habitatges principals, 29 estaven ocupats pels seus propietaris, 5 estaven llogats i ocupats pels llogaters i 3 estaven cedits a títol gratuït; 1 tenia dues cambres, 4 en tenien tres, 6 en tenien quatre i 26 en tenien cinc o més. 31 habitatges disposaven pel capbaix d'una plaça de pàrquing. A 23 habitatges hi havia un automòbil i a 10 n'hi havia dos o més.

### Piràmide de població
La piràmide de població per edats i sexe el 2009 era:
| Homes | Edats   | Dones |
| ----- | ------- | ----- |
| 0     | 95 o +  | 0     |
| 0     | 90 a 94 | 0     |
| 4     | 85 a 89 | 4     |
| 0     | 80 a 84 | 0     |
| 4     | 75 a 79 | 4     |
| 8     | 70 a 74 | 0     |
| 0     | 65 a 69 | 4     |
| 0     | 60 a 64 | 4     |
| 0     | 55 a 59 | 0     |
| 4     | 50 a 54 | 0     |
| 4     | 45 a 49 | 4     |
| 4     | 40 a 44 | 0     |
| 8     | 35 a 39 | 8     |
| 4     | 30 a 34 | 0     |
| 0     | 25 a 29 | 4     |
| 0     | 20 a 24 | 0     |
| 4     | 15 a 19 | 0     |
| 4     | 10 a 14 | 4     |
| 8     | 5 a 9   | 0     |
| 0     | 0 a 4   | 0     |

## Economia
El 2007 la població en edat de treballar era de 48 persones, 32 eren actives i 16 eren inactives. De les 32 persones actives 28 estaven ocupades (17 homes i 11 dones) i 3 estaven aturades (1 home i 2 dones). De les 16 persones inactives 4 estaven jubilades, 7 estaven estudiant i 5 estaven classificades com a «altres inactius».
Activitats econòmiques
L'any 2000 a Amenoncourt hi havia 8 explotacions agrícoles.

## Poblacions més properes
El següent diagrama mostra les poblacions més properes.